# Eberswalde
Pour les articles homonymes, voir Eberswalde (homonymie).
Eberswalde est une ville du Land de Brandebourg, en Allemagne, et le chef-lieu de l'arrondissement de Barnim. Sa population s'élevait à 40 387 habitants en 2018.

## Géographie

### Le site
Eberswalde se trouve à 50 km au nord-est de Berlin et à 22 km à l'ouest de l’Oder (Hohenwutzen). Bad Freienwalde se trouve à 17 km à l'est.
Le canal Oder-Havel passe juste au nord de la ville, et le Finow canalisé traverse le centre-ville.

### Géologie
Eberswalde occupe le centre d'une vallée glaciaire formée au cours de l'épisode glaciaire le plus récent, la glaciation vistulienne. Le ruisseau du Finow ayant profondément entaillé le massif, le centre-ville historique est nettement plus encaissé que le reste de la vallée et seuls quelques quartiers périphériques se trouvent à la même altitude que le reste de la cuvette, ou même un peu au-dessus lorsqu'ils mordent sur les coteaux du plateau de Barnim. Le sol est majoritairement constitué de sables et de limons, quoique l'on trouve de grandes étendues d'alluvions lacustres, par exemple dans le quartier de Macherslust, provenant d'anciens puits d'argile creusés autrefois aux limites de la ville. Dans le centre-ville, la nappe phréatique n'est qu'à quelques mètres sous le terrain naturel. C'est pourquoi quelques immeubles sont fondés sur pieux, et la construction d'immeubles neufs est chère.

## Histoire
| Appartenances historiques Marche de Brandebourg 1157-1806 Royaume de Prusse (Province de Brandebourg) 1806–1918 République de Weimar 1918–1933 Reich allemand 1933–1945 Allemagne occupée 1945–1949 République démocratique allemande 1949–1990 Allemagne 1990–présent |

Au cours de la Seconde Guerre mondiale, un camp de concentration, le KZ-Außenlager Eberswalde (de), est construit dans la ville.
Il s'agit d'un sous-camp du camp de concentration de Ravensbrück. Il était composé de plusieurs centaines de femmes. Ces prisonnières venaient du Danemark, de France, de Grèce, de Yougoslavie, du Luxembourg, des Pays-Bas, d'Autriche, de Hongrie et d'Allemagne. Elles étaient utilisées au travail forcé.

## Démographie
- Évolution démographique dans les limites actuelles depuis 1875.
- Évolution récente (ligne bleue) et prévisions sur l'effectif de résidents.

| Année | Population |
| ----- | ---------- |
| 1875  | 14 270     |
| 1890  | 21 023     |
| 1910  | 34 813     |
| 1925  | 39 064     |
| 1933  | 41 435     |
| 1939  | 49 709     |
| 1946  | 40 771     |
| 1950  | 41 477     |
| 1964  | 44 005     |
| 1971  | 47 171     |

| Année | Population |
| ----- | ---------- |
| 1981  | 53 922     |
| 1985  | 54 931     |
| 1989  | 54 964     |
| 1990  | 53 601     |
| 1991  | 52 137     |
| 1992  | 51 617     |
| 1993  | 50 730     |
| 1994  | 49 940     |
| 1995  | 49 212     |
| 1996  | 48 411     |

| Année | Population |
| ----- | ---------- |
| 1997  | 47 366     |
| 1998  | 46 250     |
| 1999  | 45 484     |
| 2000  | 44 623     |
| 2001  | 43 669     |
| 2002  | 42 901     |
| 2003  | 42 446     |
| 2004  | 42 144     |
| 2005  | 41 831     |
| 2006  | 41 787     |

| Année | Population |
| ----- | ---------- |
| 2007  | 41 396     |
| 2008  | 41 331     |
| 2009  | 41 175     |
| 2010  | 40 944     |
| 2011  | 39 126     |
| 2012  | 38 965     |
| 2013  | 38 844     |
| 2014  | 38 897     |
| 2015  | 39 303     |
| 2016  | 40 019     |

| Année | Population |
| ----- | ---------- |
| 2017  | 40 223     |
| 2018  | 40 387     |
| 2019  | 40 699     |
| 2020  | 40 965     |

Les sources de données se trouvent en détail dans les Wikimedia Commons.

## Personnalités
- Hans-Jürgen Döscher (* 1943), historien
- Ralf Hauptmann (* 1968), joueur de football
- Candida Höfer (* 1944), photographe
- Friedrich Mieth (1888-1944), militaire
- Dietrich von Oppen (1912-2006), philosophe
- Ursula Werner (* 1943), actrice
- Paul Wunderlich (1927–2010), peintre
- Eva Zeller (1923–2022), écrivain

## Jumelages
- Delmenhorst (Allemagne)
- Gorzów Wielkopolski (Pologne)
- Herlev (Danemark)